# Chapelle Saint-Jean-de-Rila de Saint-Clément-d'Ohrid
La chapelle Saint-Jean-de-Rila (en bulgare : Параклис Свети Иван Рилски, Paraklis Sveti Ivan Rilski) est un lieu de culte orthodoxe situé sur la base bulgare Saint-Clément-d'Ohrid, en Antarctique.

## Caractéristiques

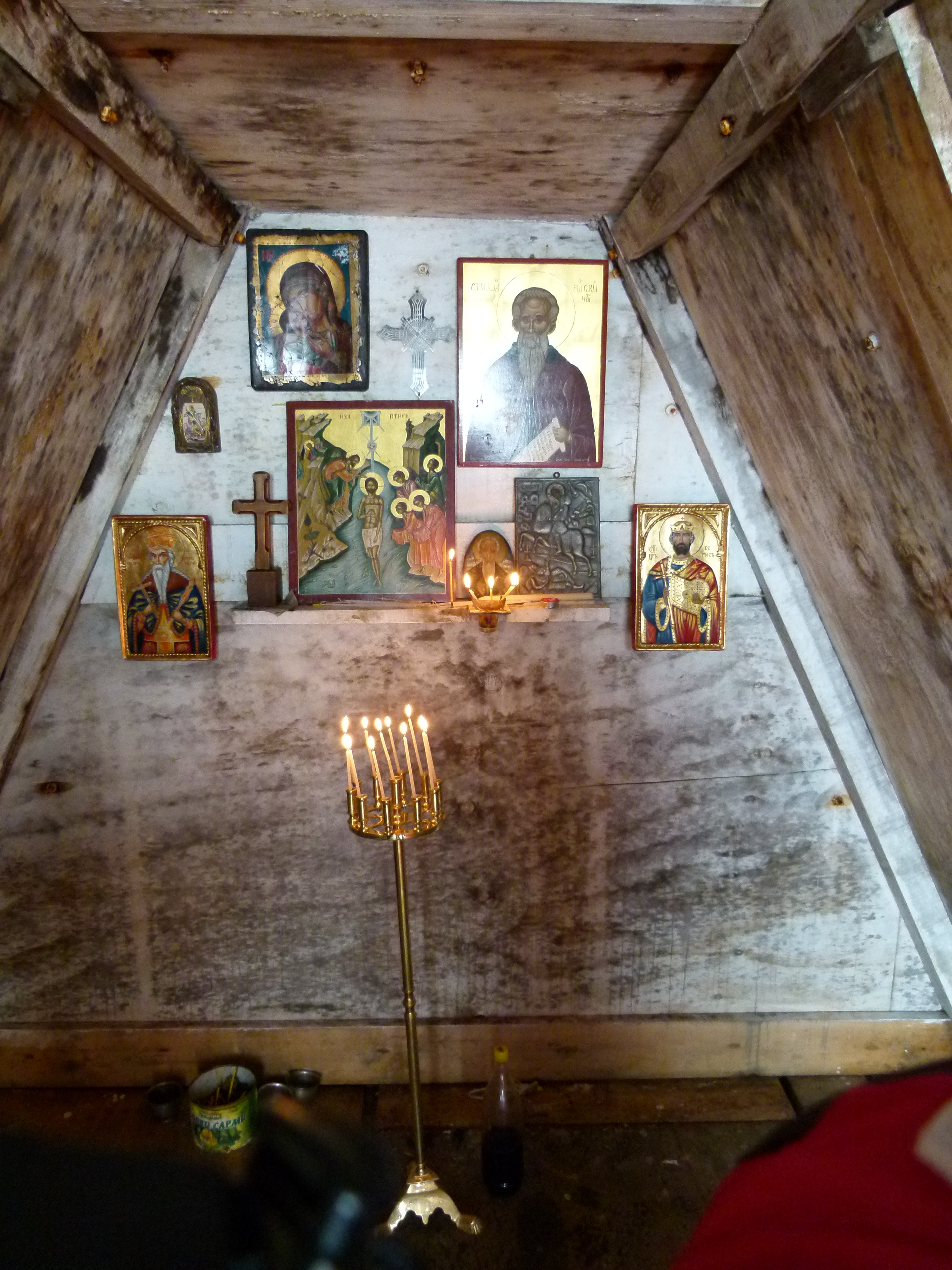
Intérieur de la chapelle en 2011.

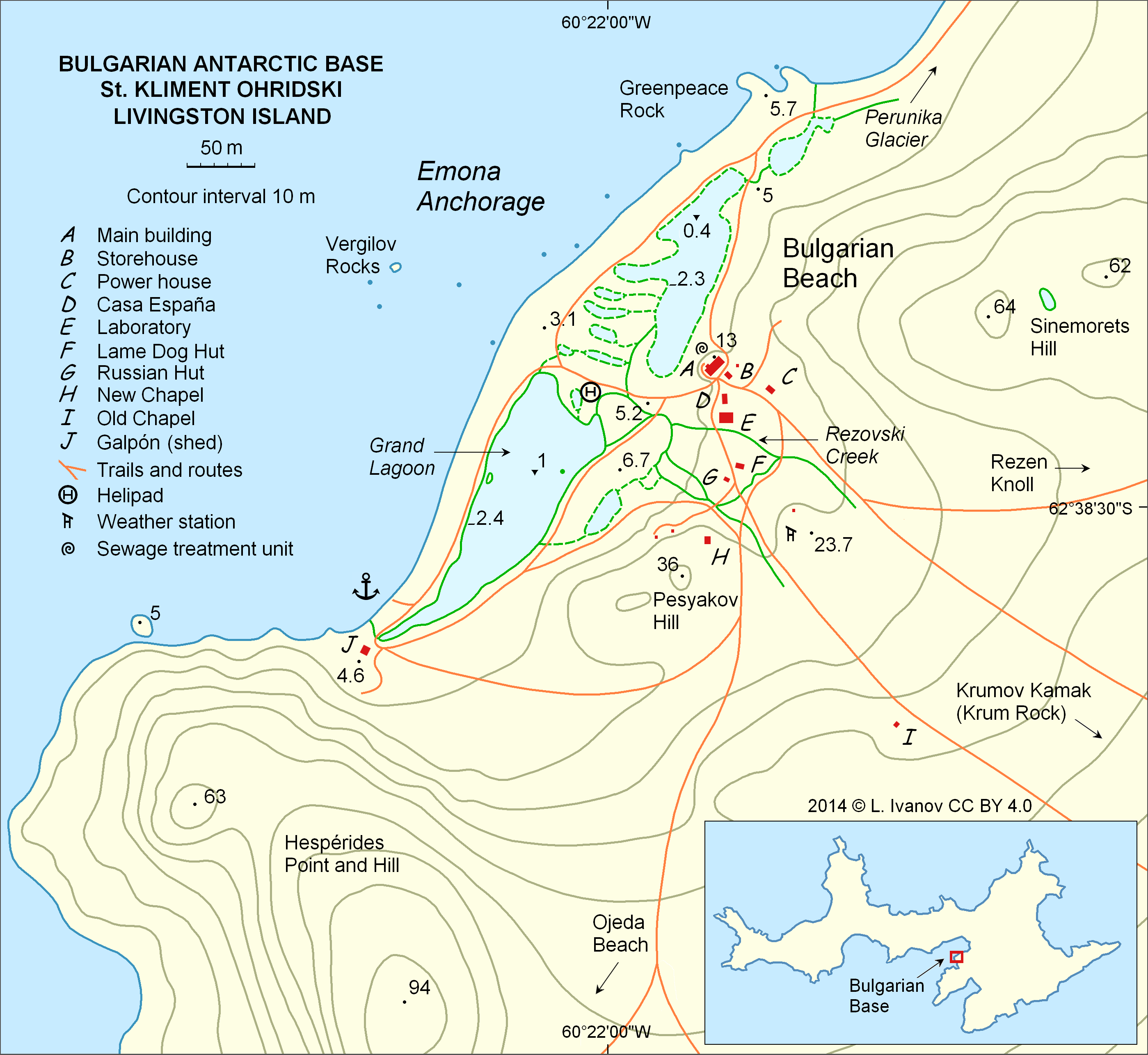
Topographic map of the Bulgarian Base area featuring the chapel's old and new premises.

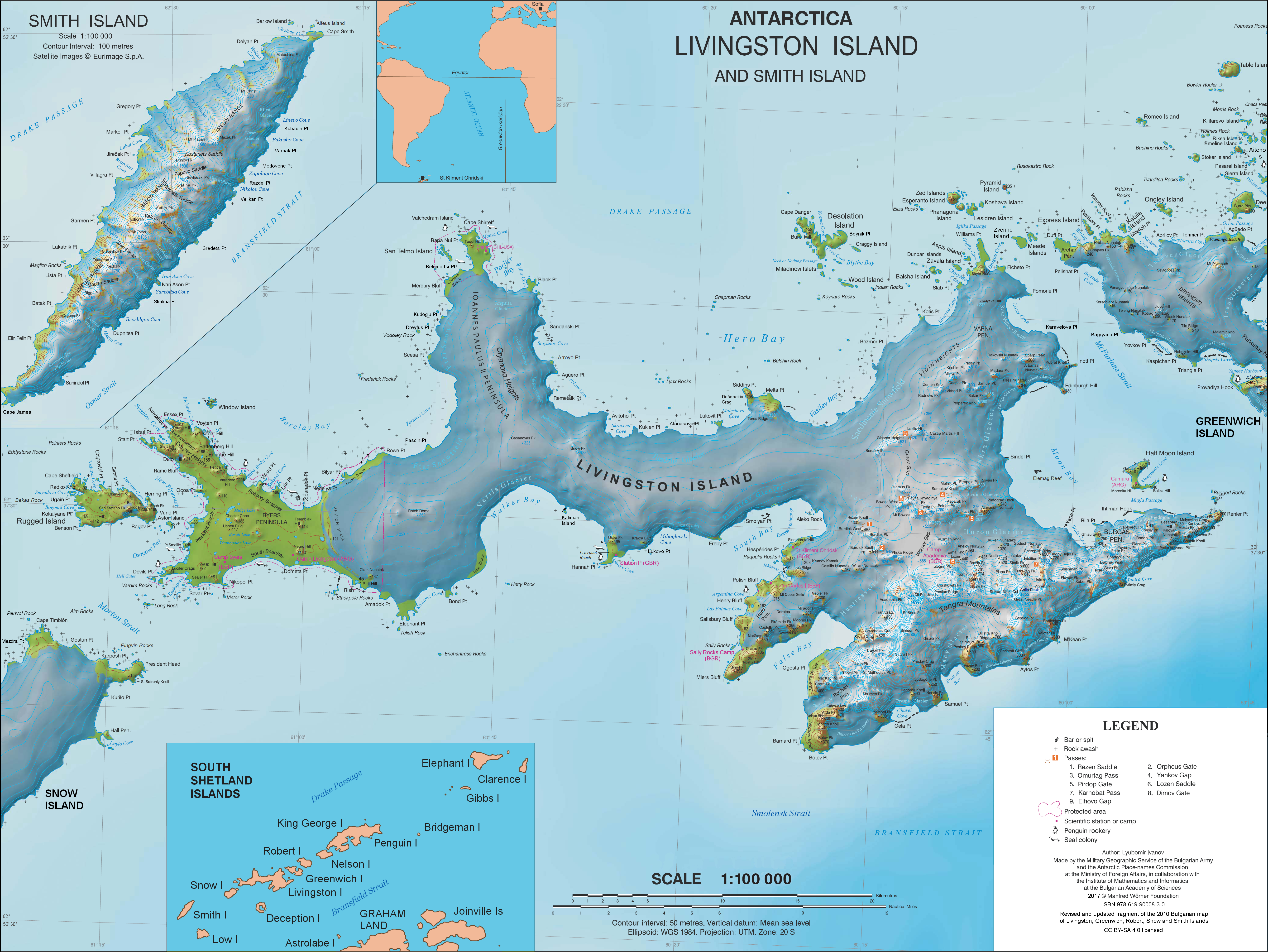
Topographic map of Livingston Island and Smith Island.

La chapelle est située sur la base Saint-Clément-d'Ohrid, gérée par la Bulgarie, sur l'île Livingston dans l'archipel des Shetland du Sud. Elle est dédiée à Jean de Rila (Ivan Rilski en bulgare), moine et protecteur de la Bulgarie. Il s'agit du lieu de culte orthodoxe le plus méridional du monde (l'église russe de la Trinité est située légèrement plus au nord, sur l'île du Roi-George).
La chapelle est un petit édifice trapézoïdal au plan carré de 3,5 m de côté, soit 12 m2.

## Historique
Les trois premières pierres de la chapelle sont posées le 9 décembre 2001 par le protodiacre Lyubomir Bratoev, ; la chapelle terminée est consacrée le 9 février 2003.
La cloche de la chapelle est un don de Nikola Vasilev, ancien vice-Premier ministre de bulgarie qui a travaillé sur la base antarctique pendant la saison 1993/94. La croix extérieure est un don de l'artiste bulgare Dičo Kapušev. La chapelle comporte une icône de Jésus marié par l'artiste bulgare Gueorgui Dimov, et une icône de Jean de Rila, don du président bulgare Gueorgui Parvanov qui a visité la chapelle le 15 janvier 2005.